# Caribou-Eaters
Etheneldeli (Caribou-Eaters,  Denesuline).- Jedno od 4 glavna plemena Chipewyan Indijanaca s jezera Caribou, Axe i Brochet u Kanadi, porodica Athapaskan. Prema Mooneyu Etheneldeli su 1670. mogli imati oko 1.250 duša, od ukupno 3.500 Chipewyana. 
Prostor što ga je naseljavao ovaj narod slikovitog imena, Caribou-Eaters (bukvalno 'karibu-izjelice') zauzimao je pustoši što se prostiru, prema Petitotu (1876.), od jezera Caribou i Athabasca pa prema golemom Hudsonovom zaljevu. Franklin (1824) ih locira između jezera Athabasca, Great Slave i rijeke Churchill. Kultura ovog područja subarktičkog je tipa, lov na karibua glavni je posao Etheneldela, a njegovo meso njihova glavna hrana. 
Danas ih, u svome jeziku poznati kao Denesuline, oko 4.500 živi u pet zajednica, i to 3 u sjevernom Saskatchewanu (Fond-du-Lac, Black Lake, Hatchet Lake) i dva u sjevernoj Manitobi (Lac Brochet, Tadoule Lake). 

## Vanjske poveznice
- Etheneldeli Indian Tribe History
- Denesuline Negotiation Process  Arhivirana inačica izvorne stranice od 10. prosinca 2004. (Wayback Machine)